# Silberne Berberitze
Die Silberne Berberitze (Berberis hypokerina) ist eine Pflanzenart aus der Familie der Berberitzengewächse (Berberidaceae). 

## Beschreibung
Die Silberne Berberitze ist ein immergrüner Strauch mit unbedornten rötlichgrünen Zweigen. Die elliptisch geformten Laubblätter sind steif, dreieckig bedornt, oberseits graugrün, unterseits oft weiß und bis 15 Zentimeter lang. Im Frühsommer erscheinen in dichten Büscheln 4 bis 25 zitronengelbe Blüten. Die Beeren sind elliptisch geformt, schwarz gefärbt und blau bereift.

## Vorkommen
Die Silberne Berberitze ist im Norden von Myanmar beheimatet.

## Nutzung
Diese Art wird als Zierstrauch in Gärten und Parks verwendet. Sie eignet sich nur für kalkfreien Boden.  